# Hospital Juan S. Alano
El Hospital Juan S. Alano es una organización sin fines de lucro, debidamente registrada en la Securities and Exchange Commission de Filipinas, como una institución de salud en la ciudad de Isabel acreditada por el Departamento de Salud y la Corporación de Seguro de Salud de Filipinas. Esta institución atiende las necesidades de salud de la localidad que abarca los cinco (5) municipios de la provincia a saber: Lamitan, Maluso, Lantawan, Sumisip y Tipo-Tipo, así como la ciudad de Isabela, donde se encuentra.
Fue establecido en 1953 por su fundador, el primer asambleísta de la provincia de Zamboanga a la Asamblea Nacional de la mancomunidad filipina (1936-1941), y el congresista en el 1.er Congreso filipino (1946-1949), Don Juan S. Alano después de reconocer el hecho de que la provincia estaba en necesidad de una institución de salud que atendiera a las personas desfavorecidas de la comunidad.